# Gulgördlad jättevapenfluga
Gulgördlad jättevapenfluga (Stratiomys potamida) är en tvåvingeart som beskrevs av Johann Wilhelm Meigen 1822. Gulgördlad jättevapenfluga ingår i släktet Stratiomys och familjen vapenflugor. Arten är reproducerande i Sverige. Inga underarter finns listade i Catalogue of Life.